# Lynk & Co 01
Lynk & Co 01 är en crossover som Lynk & Co introducerade i oktober 2016. Det är den första modellen från den kinesiska biltillverkaren Geely Automobiles nya bilmärke Lynk & Co. Försäljningen utanför Kina förväntas starta under 2019.
Lynk & Co 01 byggs på CMA-plattformen, som utvecklats av China Euro Vehicle Technology (CEVT), som ägs av Zhejiang Geely Holding Group, som även äger Volvo Personvagnar. Bilen har tre- och fyrcylindriga VEA bensinmotorer från Volvo och tillverkades till en början i den bilfabrik i stadsdelen Luqiao i staden Taizhou i Kina, som ägs och drivs av Volvo Personvagnar och där man även tillverkar Volvo XC40 och Polestar, men tillverkas numera på Meishan island, fem mil utanför from Ningbo i Kina.
I Kina har ytterligare ett tiotal modeller lanserats efter Lynk & Co 01.